# Wild Belle
Wild Belle – amerykański zespół muzyczny, tworzony przez pochodzące z Chicago rodzeństwo Elliota i Natalie Bergman.

## Dyskografia
- Isles (2013)
- Dreamland (2016)
- Everybody one of a kind (2019)